# Estación de Lerma (México)
Lerma fue una estación de trenes que se encuentra en Lerma de Villada, Estado de México. Dentro de la estación se encontraba también una oficina de telégrafos y, actualmente, alberga la Tienda Casart.

## Historia
La estructura de la estación fue edificada sobre la línea troncal México-Laredo de Tamaulipas del Ferrocarril Nacional de México. Los trabajos de construcción de la línea se realizaron por concesión el 13 de septiembre de 1880 a la Compañía Constructora Nacional Mexicana que posteriormente se consolidó como Compañía del Camino de Fierro Nacional Mexicana. El servicio entre México y Laredo de Tamaulipas fue inaugurado en noviembre de 1888.